# شهرستان لیجین
شهرستان لیجین (به لاتین: Lijin County) یک منطقهٔ مسکونی در چین است که در دونجینگ (شاندونگ) واقع شده‌است. شهرستان لیجین ۹٫۴ متر بالاتر از سطح دریا واقع شده‌است.